# Singuerlín (métro de Barcelone)
Singuerlín est une station de la ligne 9 du métro de Barcelone.

## Situation sur le réseau
Établie en souterrain, la station s'intercale entre Església Major et le terminus Can Zam.

## Histoire
La station est inaugurée le 13 décembre 2009, lors de l'ouverture de la section entre Can Zam et Can Peixauet.